# پاپیروس ادوین اسمیت
پاپیروس ادوین اسمیت یک متن پزشکی باستانی مصری است که به نام ادوین اسمیت که آن را در سال 1862 خریداری کرد، نامگذاری شده است و قدیمی‌ترین رساله جراحی شناخته شده در مورد تروما است.